# 월드뮤직
월드뮤직은 CBS 음악FM에서 방송했던 월드 뮤직 전문 라디오 프로그램이다.

## 역사
1999년 6월 20일에 첫방송을 시작했으며, 원래는 일요일에만 방송됐으나, 2003년 11월 10일부터 매일 방송으로 확대되어 방송하다가, 2005년 1월 2일 방송을 마지막으로 6년만에 폐지되었다.

## 역대 방송시간
| 방송 채널  | 방송 기간                         | 방송 시간                       |
| ---------- | --------------------------------- | ------------------------------- |
| CBS 음악FM | 1999년 6월 20일 ~ 2003년 11월 9일 | 매주 일요일 저녁 6:00 ~ 밤 8:00 |
| CBS 음악FM | 2003년 11월 10일 ~ 2005년 1월 2일 | 매일 아침 6:00 ~ 아침 7:00      |

## 역대 DJ
- 1999년 6월 20일 ~ 2003년 11월 9일 : 서남준
- 2003년 11월 10일 ~ 2005년 1월 2일 : 황우창